# Laurence St-Germain
Laurence St-Germain est une skieuse alpine canadienne, née le 30 mai 1994 à Québec. Elle est spécialisée dans le slalom. Dans cette discipline, elle est sacrée championne du monde le 18 février 2023 à Méribel.

## Biographie
Elle commence sa carrière dans les compétitions de la FIS en 2009 et dans le circuit nord-américain en 2011. En novembre 2015, elle est présente pour la première fois en Coupe du monde à l'occasion du slalom d'Aspen. Elle marque ses premiers points quelques semaines plus tard avec une 17e place au slalom de Levi. En février 2018, elle est sélectionnée en équipe du Canada pour les Jeux olympiques de Pyeongchang où elle se classe 15e du slalom.
En février 2019, elle est sélectionnée pour les Championnats du monde à Åre où elle est notamment 6e du slalom. Durant ce même hiver, elle inscrit deux résultats dans le top dix en Coupe du monde à Semmering et Stockholm.
Le 18 février 2023, sur la piste du Roc de Fer de Méribel, lors du slalom des championnats du monde, Laurence St-Germain crée une première surprise en signant le troisième temps de la première manche avec son dossard n°18, à 61/100e de Mikaela Shiffrin, alors que Wendy Holdener est à 19/100e et que toutes les autres skieuses ont du mal à limiter les écarts avec l'Américaine à moins d'une seconde pleine. Sur le deuxième tracé, la skieuse québécoise de Saint-Ferréol-les-Neiges repart à l'attaque et réédite sa performance de la première manche (dans l'aire d'arrivée en apercevant son nom en haut du tableau électronique avec le chiffre 1, elle s'exclame : « c'est impossible ! »), avant que Holdener enfourche et que Shiffrin qui s'élance la dernière, ne trouve pas le rythme (elle ne réalise que le 29e temps de la manche) et concède une demi-seconde sur la ligne d'arrivée. Laurence St-Germain est la première championne du monde canadienne de ski alpin depuis Mélanie Turgeon en descente en 2003 et en slalom la première titrée depuis Anne Heggtveit médaillée d’or aux Jeux de Squaw Valley en 1960 à une époque où JO et Mondiaux se confondaient,.

## Palmarès

### Jeux olympiques
| Édition / Épreuve   | Slalom |
| ------------------- | ------ |
| JO 2018 Pyeongchang | 15e    |

### Championnats du monde
| Épreuve / Édition | Åre 2019 | Courchevel/Méribel 2023 |
| ----------------- | -------- | ----------------------- |
| Slalom            | 6e       | Or                      |

### Coupe du monde
- Meilleur classement général : 42e en 2019.
- Meilleur résultat : 6e.

| Année/Classement | Général | Général | Slalom | Slalom |
| Année/Classement | Class.  | Points  | Class. | Points |
| ---------------- | ------- | ------- | ------ | ------ |
| 2018             | 90e     | 35      | 33e    | 35     |
| 2019             | 42e     | 195     | 13e    | 195    |

### Coupe nord-américaine
- 3 victoires.

En date de mars 2019

### Championnats du Canada
- Championne du slalom en 2019.